# Николаевский украинский театр драмы и музыкальной комедии
Николаевский национальный академический украинский театр драмы и музыкальной комедии (укр. Миколаївський національний академічний український театр драми і музичної комедії ) — один из театров Николаева, основан в 1959 году.

## История
1 ноября 1927 года создан Театр юного зрителя.
В августе 1959 года труппы Николаевского государственного театра юного зрителя и Николаевского передвижного украинского театра имени Т. Г. Шевченко объединены в Николаевский областной украинский музыкально-драматический театр.
В 1980 году театру присвоен новый статус — Николаевский украинский театр драмы и музыкальной комедии.
Главный режиссер театра - Игнатьев Олег Григорьевич
В 1988 году Терещенко Юрия Владимировича на посту директора сменил Берсон Николай Семёнович.
С 1999 года ежегодно принимает участие в международном театральном фестивале «Мельпомена Таврии».
28 сентября 2001 года театру присвоен статус академического.
18 сентября 2002 года коллектив театра удостоен Почётной грамоты Кабинета Министров Украины за высокое профессиональное мастерство и по случаю 65-летия образования Николаевской области.
31 мая 2021 года театру присвоен статус национального.